# Palacio de Peredo
El palacio de Peredo o palacio de Viveda (apelativo que comparte con la casa-torre de los Calderón de La Barca), conocido por los lugareños como palacio del chon de oro, es una casona montañesa tardorenacentista del siglo XVII, con adiciones del XVIII, situado sobre una colina (52,6 m s. n. m.) en Viveda (Cantabria) desde la que se dominaba el valle del Besaya y el caserío situado en torno a la casa-torre de La Barca. Fue edificado por orden del licenciado Jorge de Peredo, entonces gobernador de Ponferrada, y su consorte María de Velarde y Polanco. Declarado Bien de Interés Cultural el 26 de febrero de 1982, en 2003 el ayuntamiento de Santillana, su actual propietario, lo rehabilitó a través de su escuela-taller para incorporar el Parque Dinosaurio y dedicarlo a eventos culturales. Los principales efectos de la rehabilitación fueron la eliminación de una serie de casas y cobertizos anejos al palacio, dentro de su perímetro fortificado, y la instalación de una cúpula de cristal como cubrición del patio interior.
La actual delimitación del entorno protegido como BIC fue definido en 2003. Existen otros inmuebles patronímicos de los Peredo en las poblaciones cercanas de Santillana del Mar, Queveda y Mijares.

## Arquitectura

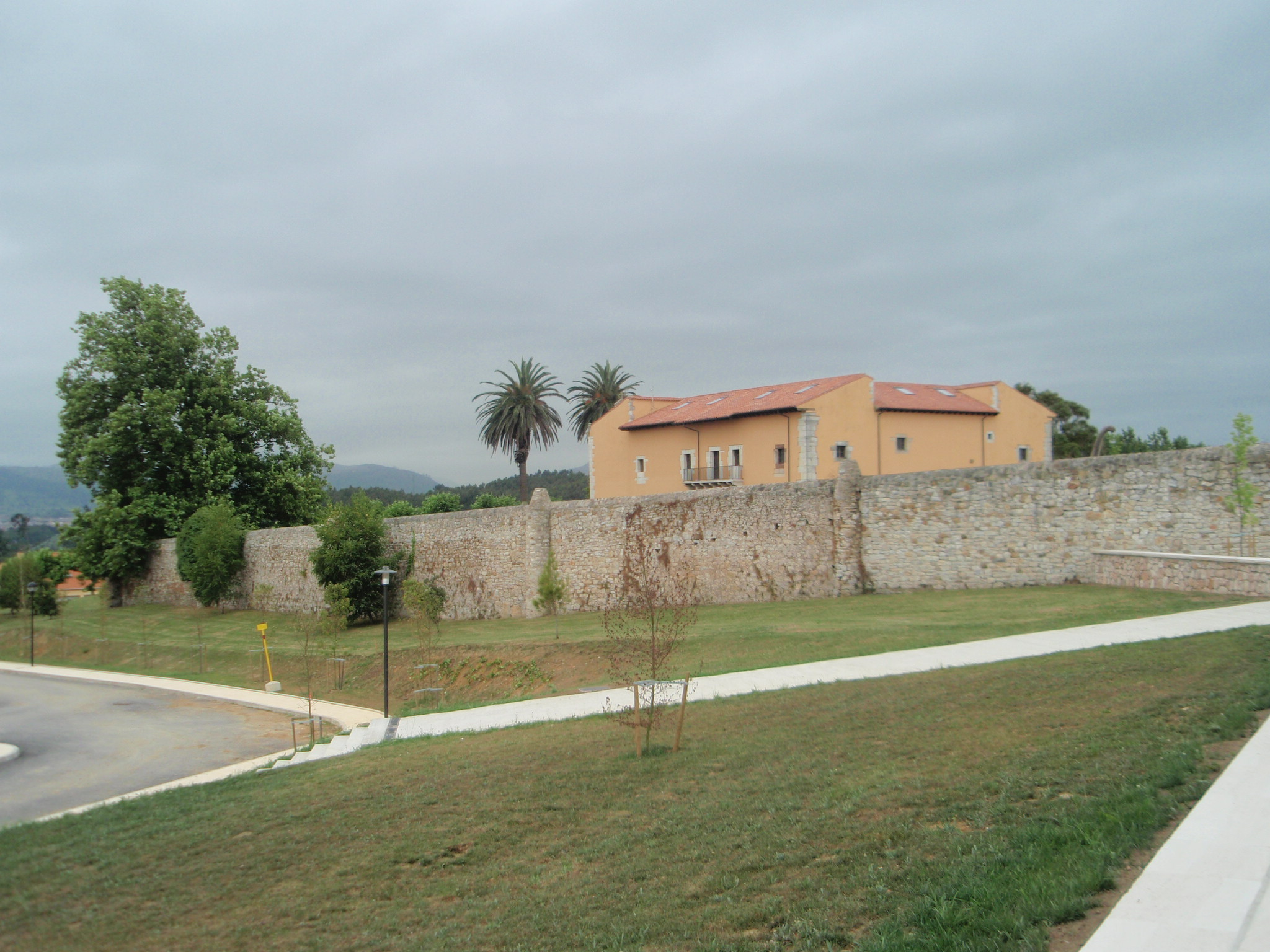
Vista lejana del perímetro fortificado y la fachada este.

Consta de dos alturas y cuatro crujías, con un patio central cuadrado cuyo primer nivel está soportado por arcos y el segundo está arquitrabado, con columnas de madera y capiteles clasicistas. La fachada sur es de sillería y contiene un zaguán con cuatro arcos de medio punto y suelo de cantos rodados, dos balcones de forja, un escudo de armas y seis pináculos sobre la cornisa; en las restantes los sillares están presentes en dinteles, jambas y esquinas, hallándose el resto rebocado y pintado. En la fachada este también hay balcones de hierro sobre bases de sillería. En el piso primero o noble se enclavaron antiguamente el salón, el comedor, la cocina y las habitaciones principales.
La entrada a la capilla, edificio anexo al principal cuyo arco de entrada contiene decoración floral en las dovelas, consiste en una portalada de sillería, y en ella hay un escudo de Peredo y Velarde sostenido por leones; su interior está cubierto por una bóveda de crucería. Quedan restos de la pintura del retablo. Se conserva bastante bien la gran mayoría de un muro de cierre de mampostería, de perímetro trapezoidal, reforzado con pilonos de la misma fábrica cada pocos metros, el cual también fue objeto de la rehabilitación citada.
A izquierda y derecha del zaguán hay sendas habitaciones, una de las cuales posee un arco de entrada bastante decorado.